# ماتیبهانگا
ماتیبهانگا (به لاتین: Matibhanga) یک روستا در بنگلادش است که در استان باریسال و در ناحیه پیروج‌پور واقع شده است.